# Dikilitaş, Niğde
Dikilitaş là một xã thuộc huyện Niğde, tỉnh Niğde, Thổ Nhĩ Kỳ. Dân số thời điểm năm 2011 là 1019 người.